# 史諾比開心世界

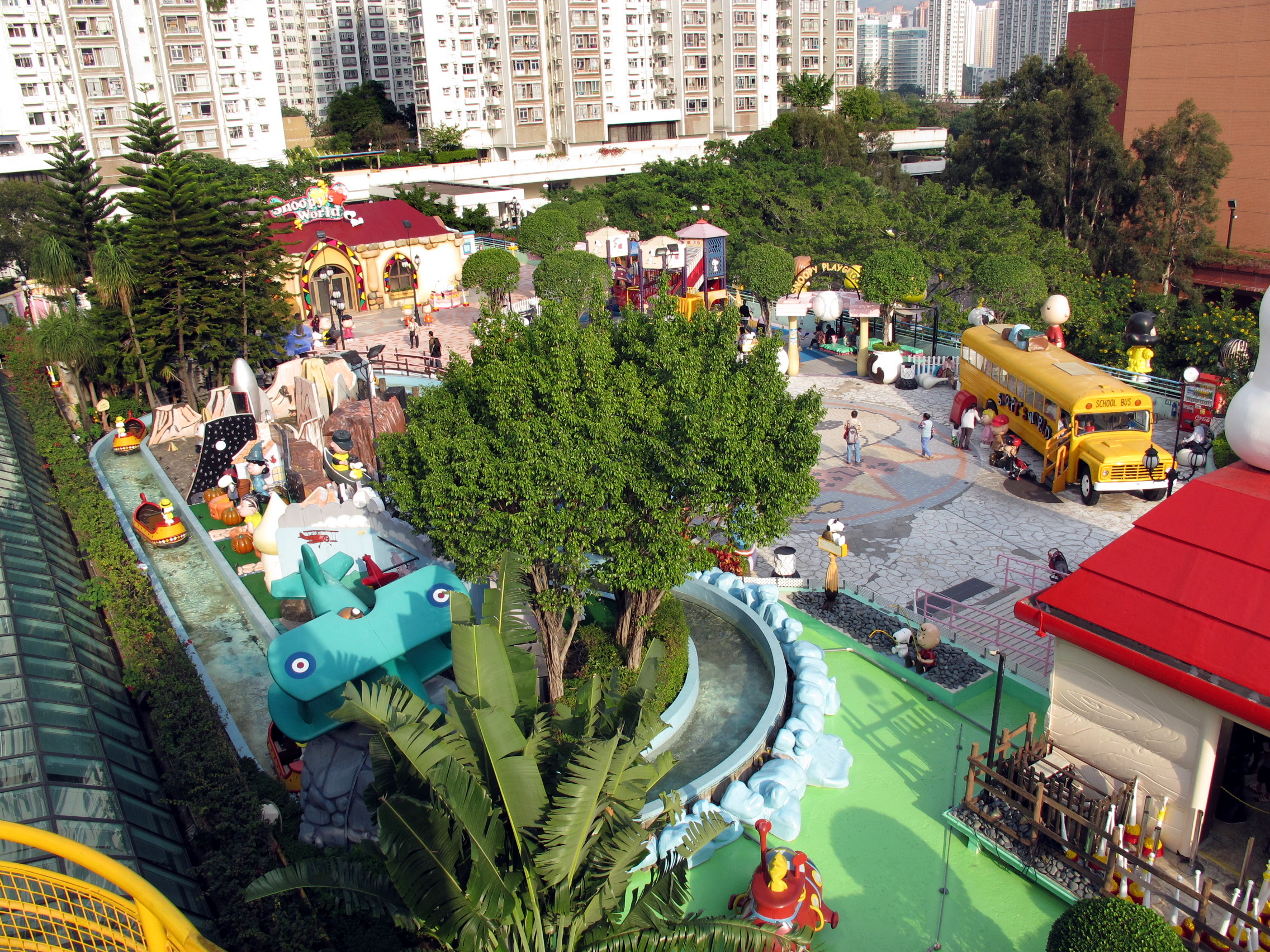
俯瞰史諾比開心世界（2011年）

史諾比開心世界（英語：Snoopy's World）是香港的一個小型主题公園，位於新界沙田區沙田新市鎮新城市廣場購物中心一期3樓平台，佔地約3,670平方公尺。史諾比開心世界是亞洲首座以史諾比漫畫為主題的戶外遊樂場，亦是繼美國以外，第二個地區設有相關的主題遊樂場。

## 歷史
史諾比開心世界原址為兩座網球場，後來因為使用率偏低，商場業主耗資3,000萬港元安排於2000年2月動工興建史諾比開心世界，其基本建築物結構於翌月完成，於4月起為建築物及遊樂設施進行油漆工程，至2000年6月基本工程完成時，有關公司舉辦過行首次記者招待會，至7月至8月安裝遊樂設備及放置第二批花生漫畫的人物雕塑。同年9月2日，史諾比開心世界開幕。

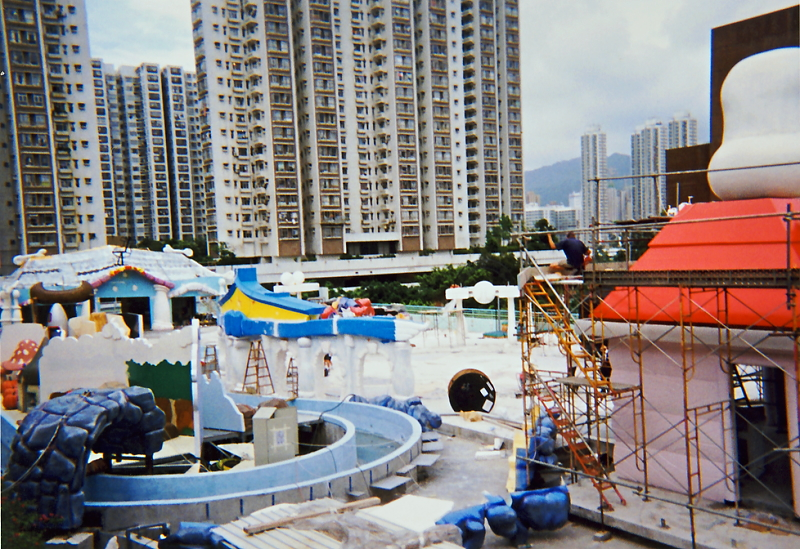
2000年4月
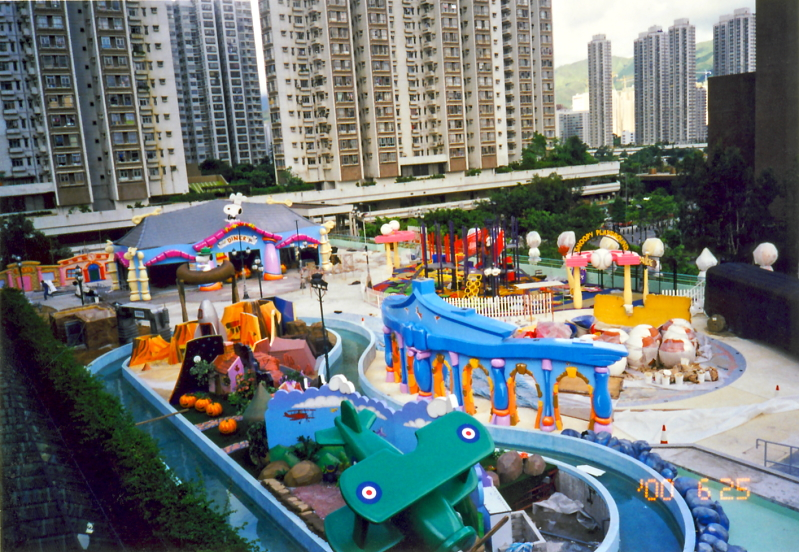
2000年6月俯瞰
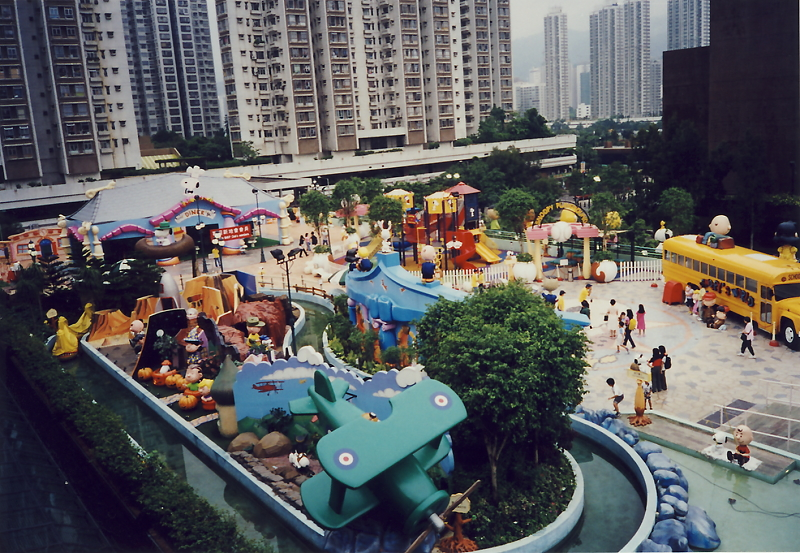
2000年8月俯瞰

2009年12月，新鴻基地產斥資6位數字，於2010年年初將史諾比休憩廊改建為猶如教堂的歐陸式小屋，並且將整座主題公園簡單翻新，為其主題區擴展至7個，工程於2011年年中完成。

## 建築

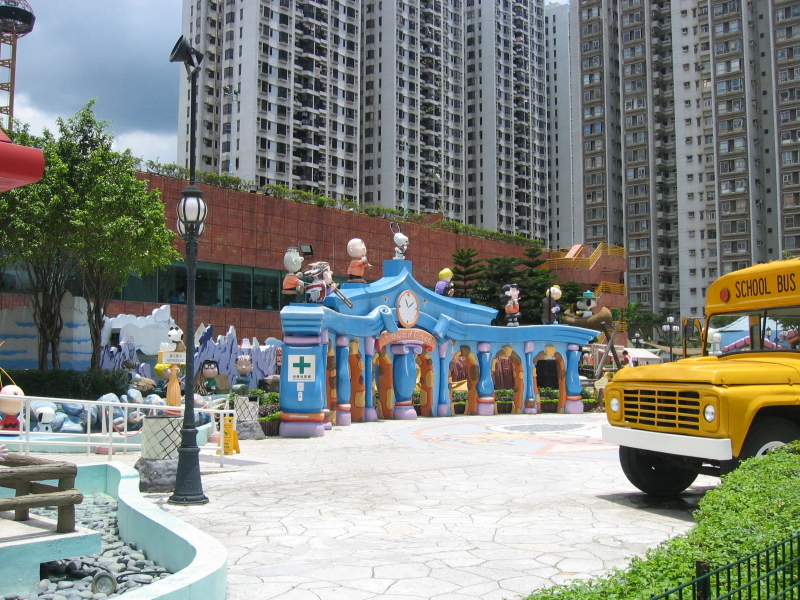
史諾比開心世界（2005年）

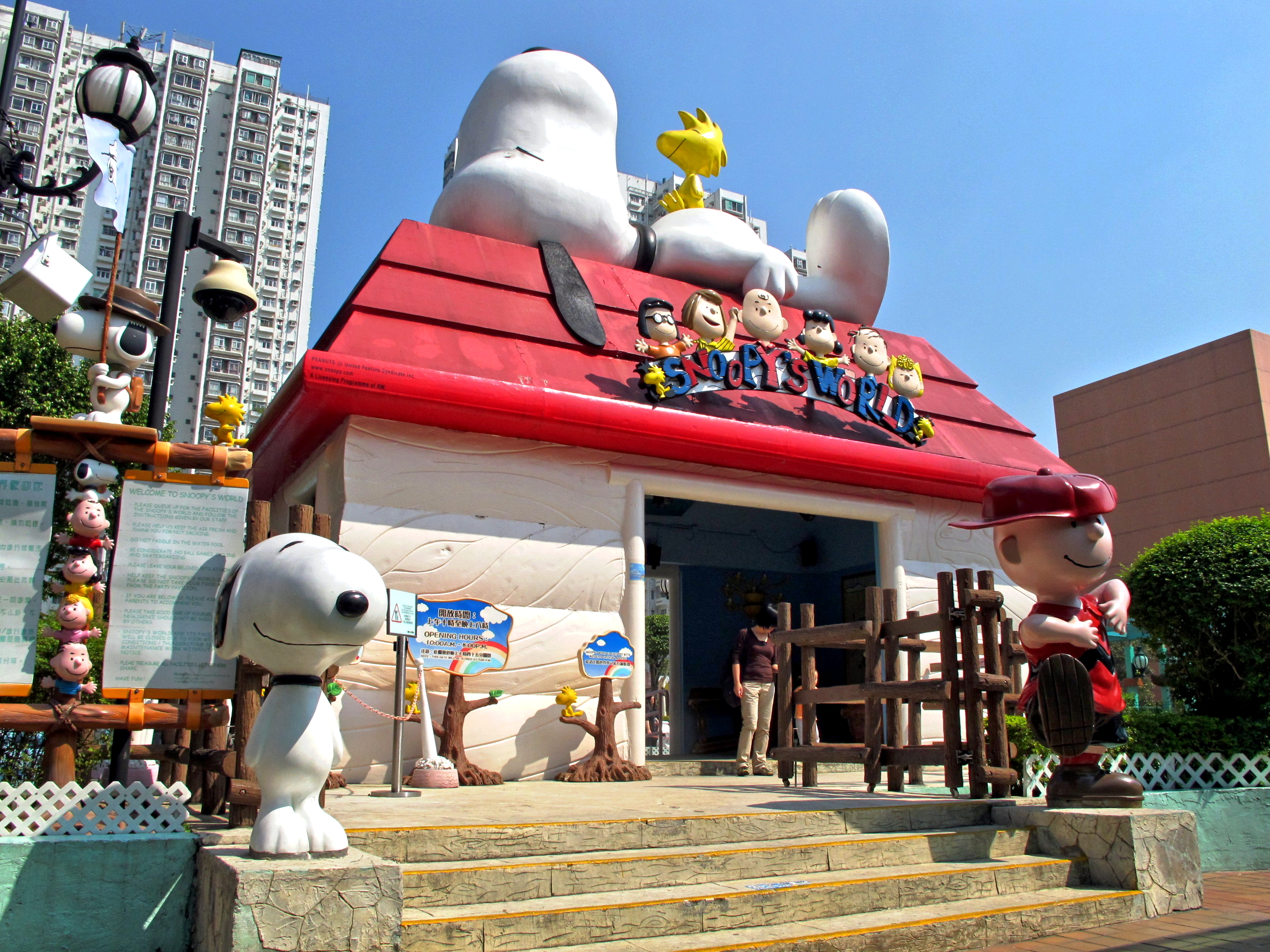
史諾比大屋

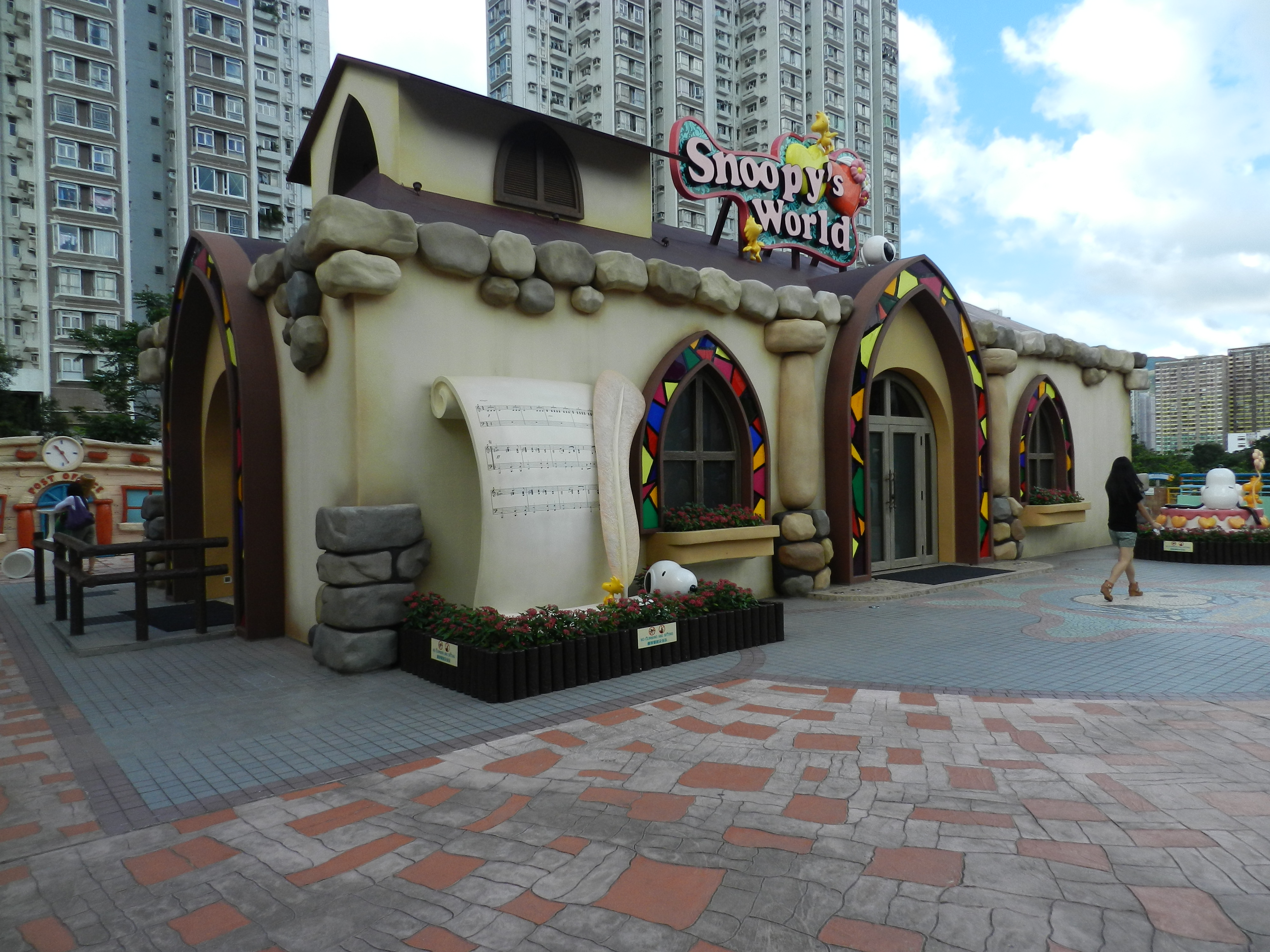
史諾比休憩廊現為一間猶如教堂的歐陸式小屋

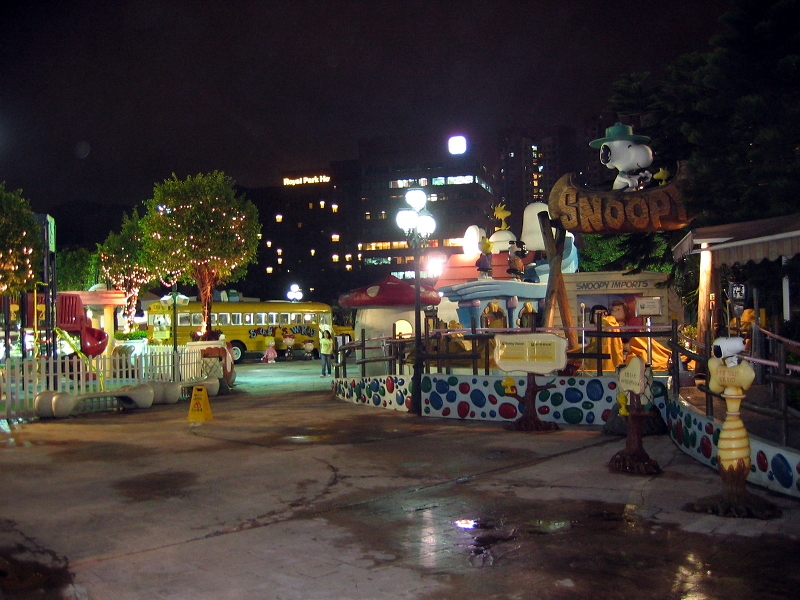
晚上史諾比開心世界（2006年）

史諾比開心世界設有60多個比利時的花生漫畫的人物雕塑，分布在6處景點：
- 史諾比大屋：這是一棟4.5公尺高的巨型犬舍，躺臥在屋頂上的史諾比犬是世界最大的戶外雕像（長：5.5公尺、寬：3公尺、高：3.5公尺），展出花生漫畫迷的作品（以雕象為主）；
- 花生校園：操場上有7位穿著校服的塑像，每15分鐘演奏音樂。旁邊停泊了一輛美國學生上學使用的黃色巴士，每逢星期日會有特別活動；
- 獨木舟探趣：觀光客須在沙田新城市廣場消費才可以搭乘飾有漫畫主角的二人木筏（此安排已於2012年起取消）。在人造河道上漂浮歷時約三分鐘的旅程，經歷大峽谷激流、野外營火會、第一次世界大戰時代的歐洲戰場、萬聖節及太空漫步等景觀；
- 壘球遊樂場：一個遊樂場，適合6-12歲人士使用；
- 花生大道：一道富有美國小鎮風情的長走廊：理髮店、戲院、醫院及銀行；
- 史諾比休憩廊：觀光客可以在這裡享用自備的野餐，並展示花生漫畫迷的雕象作品。星期日休憩廊前方特設「老友記」兒童音樂劇。（已於2010年結束）

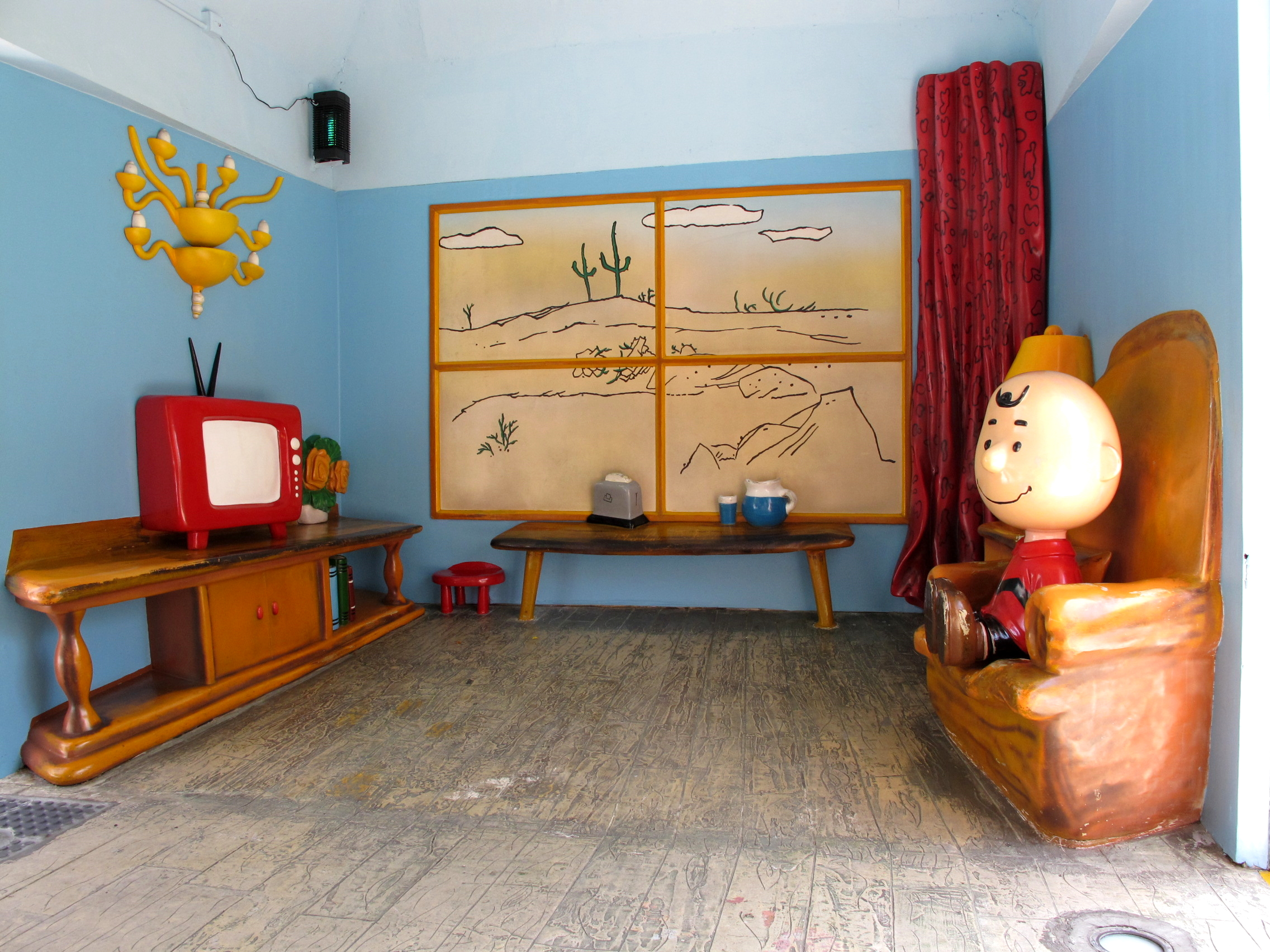
史諾比大屋內貌
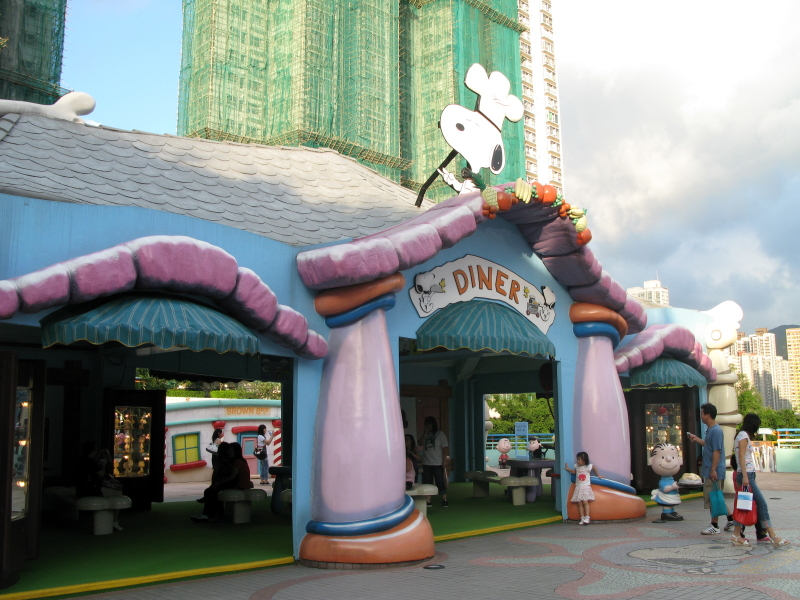
史諾比休憩廊（已於2010年改建為猶如教堂的歐陸式小屋）
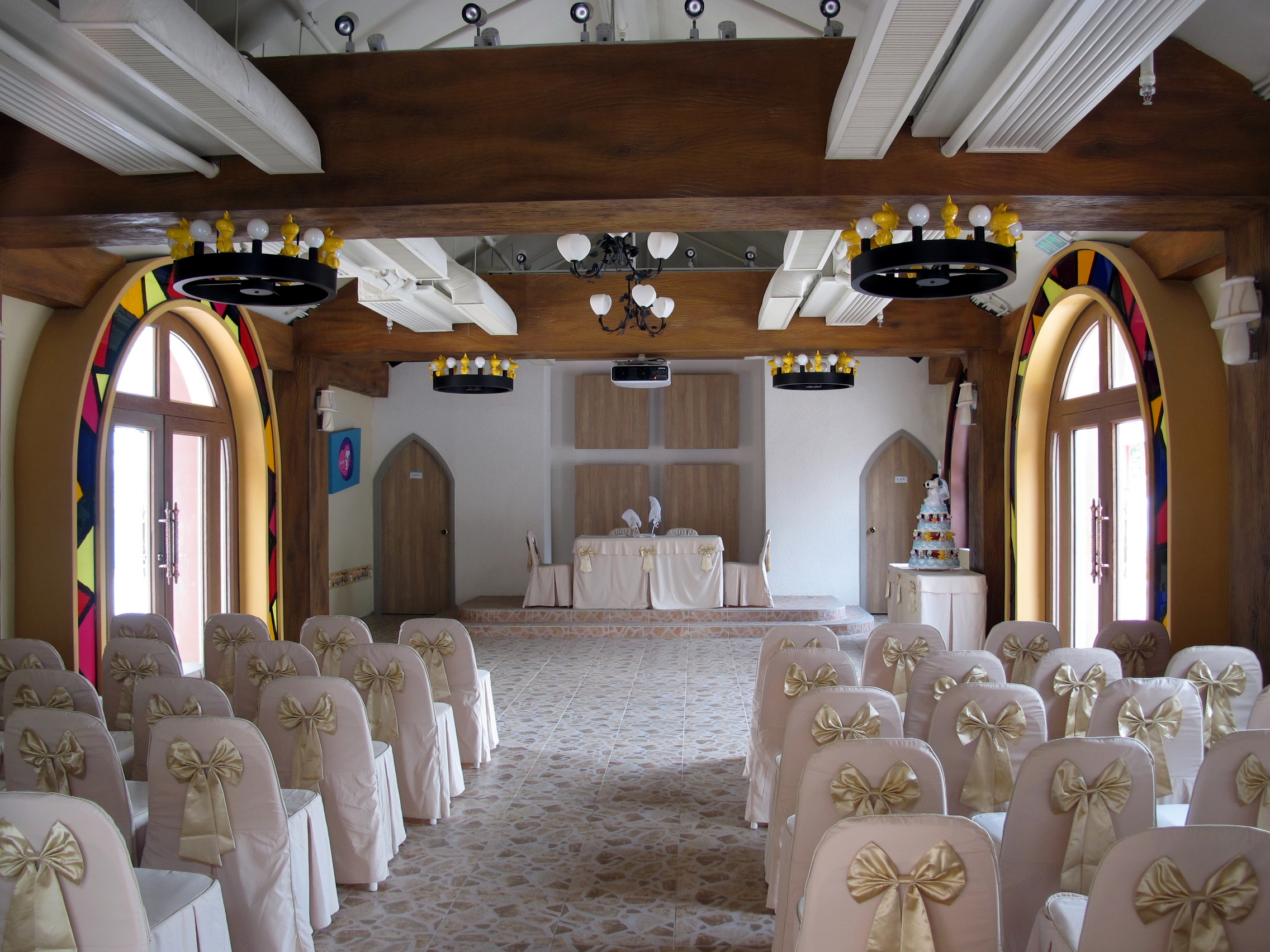
教堂內貌
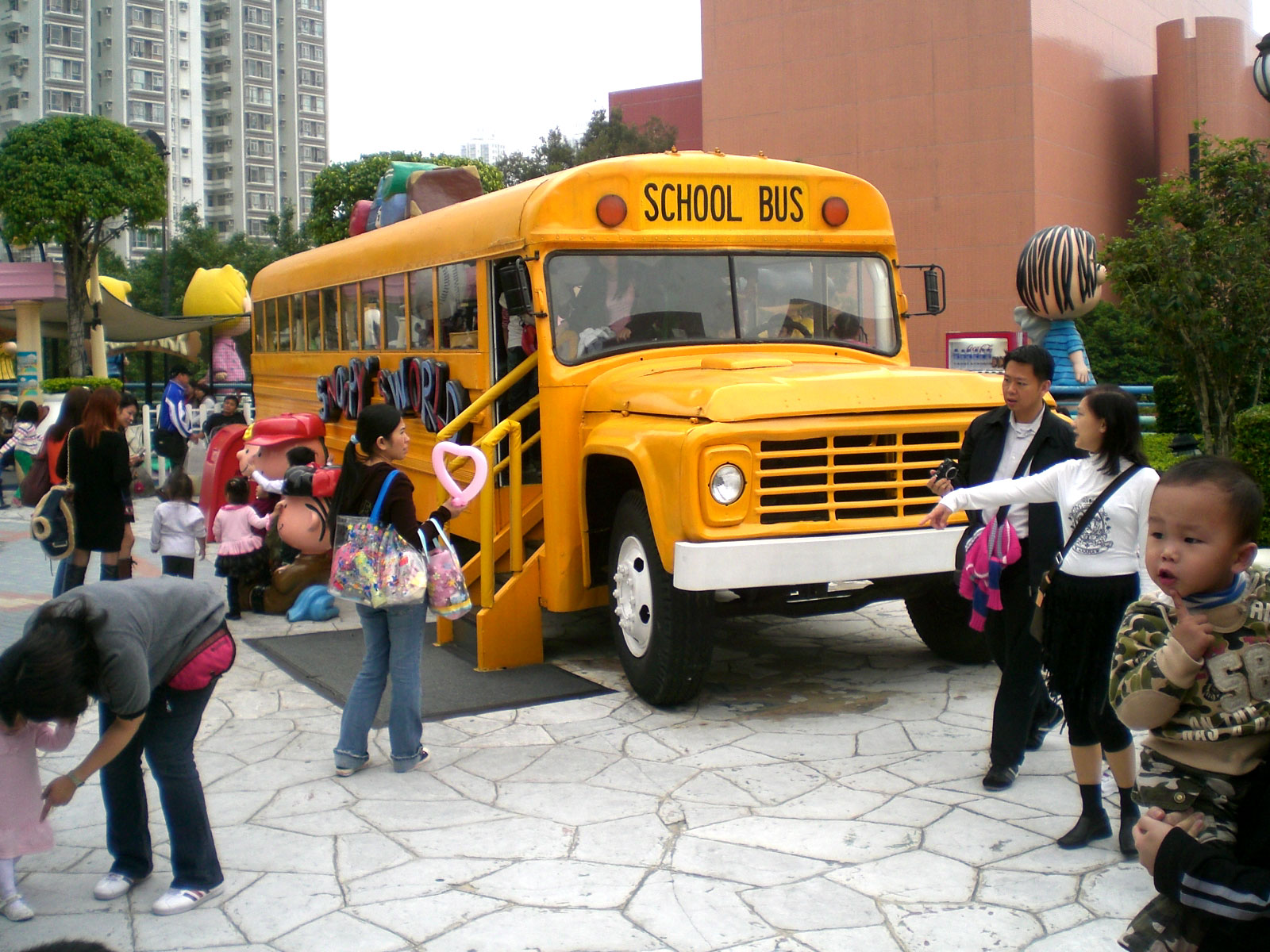
黃色巴士（2008年）

## 特點
- 免費入場參觀。
- 在遊園地範圍裡，觀光客可隨意觸摸雕像及攝影。

## 批評
有網民指不少設施已經開始老化，多個角色滿面污黑，而且開放時間愈來愈短。新城市廣場回覆指每日均會安排人員進行清潔及作定期保養工作；並且會按實際情況進行不同類型的翻新工程。

## 開放時間
開幕初期開放時間為每天上午10時至晚上10時，到2001年起改為每天上午10時至晚上8時，到2014年起改為每天上午11時至晚上7時。

## 外部連結
- 史諾比開心世界
- 新城市廣場
- 花生漫畫的官方網站（页面存档备份，存于）